# منتخب فانواتو لكرة اليد
منتخب فانواتو لكرة اليد هو ممثل فانواتو الرسمي في المنافسات الدولية في كرة اليد
.